# Malin Cederbladh
Malin Johanna Cederbladh, född 29 januari 1966 i Täby, är en svensk skådespelare.
Hon medverkade i NileCity 105,6 och spelade rollen som Py i TV-serien Mitt i livet. Cederbladh har även medverkat i produktioner på bland annat Stockholms stadsteater och Göteborgs stadsteater. Hon är dock numera mest känd för sin roll som Annette Sundberg i TV-serien Solsidan. Cederbladh har varit med i julkalendern i Sveriges Television två gånger, Superhjältejul (2009) och Panik i tomteverkstan (2019).

## Filmografi (i urval)
- 1995 – NileCity 105,6 (TV-serie)
- 1999 – Magnetisörens femte vinter
- 1999 – Mitt i livet (TV-serie)
- 2000 – Livet är en schlager
- 2006 – Möbelhandlarens dotter (TV-serie)
- 2006 – Wellkåmm to Verona
- 2008 – Låt den rätte komma in
- 2008 – Patrik 1,5
- 2009 – De halvt dolda (TV-serie)
- 2009 – Superhjältejul (TV-serie)
- 2010–2025 – Solsidan (TV-serie)
- 2010 – Våra vänners liv (TV-serie) (Charlotte)
- 2016 – Bamse och häxans dotter (röst)
- 2017 – Solsidan
- 2018–2021 – Sjölyckan (TV-serie)
- 2019 – Panik i tomteverkstan (TV-serie)
- 2021 – Alla utom vi (TV-serie)

## Radioprogram
- 1998–2002 – Clownen luktar bensin
- 2017 – Sommar i Sveriges Radio måndagen den 24 juli [5]

## Teater

### Roller (ej komplett)
| År   | Roll | Produktion                             | Regi               | Teater                                 |
| ---- | ---- | -------------------------------------- | ------------------ | -------------------------------------- |
| 1994 |      | Sonja Harding Show                     | Walter O Söderlund | Teater Martin Mutter                   |
| 2004 | Irma | Sex, droger och våld Mattias Andersson | Mattias Andersson  | Stockholms stadsteater                 |
| 2010 |      | Den inbillningssjuke Molière           | Åsa Kalmér         | Göteborgs stadsteater                  |
| 2012 |      | Vårens nyckelord Gustav Tegby          | Maja Salomonsson   | Riksteatern                            |
| 2012 |      | Flygräddare Ann-Sofie Bárány           | Suzanne Osten      | Unga Klara/ Riksteatern                |
| 2016 |      | Folkbokförarna Alejandro Leiva Wenger  | Frida Röhl         | Folkteatern, Göteborg                  |
| 2017 |      | Egenmäktigt förfarande Lena Andersson  | Eva Dahlman        | Scalateatern Flyttad till Maximteatern |

### Fotnoter
1. ↑  ”Malin Cederbladh”. Svensk Filmdatabas. http://www.sfi.se/sv/svensk-filmdatabas/Item/?type=PERSON&itemid=268571&ref=%2ftemplates%2fSwedishFilmSearchResult.aspx%3fid%3d1225%26epslanguage%3dsv%26searchword%3dmalin+cederblad%26type%3dPerson%26match%3dBegin%26page%3d1%26prom%3dFalse. Läst 20 februari 2013.
2. ↑  Teateralliansen - Malin Cederbladh
3. ↑  Göteborgs stadsteater - Malin Cederbladh
4. ↑  ”Malin Cederbladh”. IMDb.com. http://www.imdb.com/name/nm0147758/?ref_=fn_al_nm_1. Läst 20 februari 2013.
5. ↑  ”Malin Cederbladh, skådespelare”. SR.se. https://sverigesradio.se/avsnitt/921583. Läst 16 januari 2019.
6. ↑  Riksteatern (16 februari 2012). ”Seriekonst blir absurd och ömsint teater i Riksteaterns föreställning Vårens nyckelord är ångvält”. Pressmeddelande.  Läst 1 april 2018.
7. ↑  ”Flygräddare”. Unga Klara. Arkiverad från originalet den 8 juni 2017. https://web.archive.org/web/20170608181124/http://www.ungaklara.se/forestallning/flygraddare/. Läst 1 april 2018.